# Jekarski most
Jekarski most (tudi Jeklarski most, Jekavski most, Razorčev most) je ločni most v Ljubljani, ki prečka reko Gradaščico tik preden se ta izlije v Ljubljanico. Trenutni objekt je bil leta 1903 po načrtih Mestnega stavbenega urada zgrajen na mestu bivšega lesenega mostu. Na obeh straneh ima železno kovano ograjo. Dolg je 20,6 metra, širok je 8 metrov.
Različice imena izhajajo iz toponima na Jeku (iz nemškega Ecke, hrib), ki se je nanašal na bližnji pomol, oziroma iz imena bližnje gostilne Razorec, ki se nahaja na Cerkveni ulici (št. 1, danes Eipprova ulica).